# انقلاب 1971 في السودان
انقلاب السودان في عام 1971، هو انقلاب قصير الأجل مدعومًا من الشيوعيين، قاده الرائد هاشم العطا، أحد الأعضاء المؤسسين لتنظيم الضباط الأحرار الذين نفذوا انقلابًا قبل عامين ضد حكومة الرئيس جعفر نميري. وقع الانقلاب في 19 يوليو 1971، وأطاح بحكومة جمهورية السودان الديمقراطية، لكنه فشل في كسب الدعم داخليًا أو خارجيًا. وبعد عدة أيام، شن أنصار نميري انقلابًا مضادًا، أطلقوا فيه سراح نميري وأسقطوا حكومة العطا.
عقب الانقلاب، وبتشجيع من وزير الدفاع خالد حسن عباس، بدأ نميري باتخاذ خطوات لتعزيز سلطته، وبحلول نهاية العام، انتقلت السلطة العليا من مجلس قيادة الثورة متعدد الأعضاء إلى الرئاسة التي كان يشغلها نميري. وخلال السنوات التالية، تضاءل نفوذ الأعضاء المتبقين في مجلس قيادة الثورة، وبحلول عام 1975، تم إقصاء جميع الأعضاء تقريبًا من الحكومة، باستثناء أبو القاسم محمد إبراهيم.

## خلفية
بدأ الجناح الشيوعي الوطني في السودان بالتعاون مع حكومة مجلس قيادة الثورة التي تولت السلطة عام 1969، وذلك بعد تحييد المعارضة المحافظة المتمثلة في حركة الأنصار. ركزت الحكومة الجديدة على تعزيز تنظيمها السياسي بهدف تقليص نفوذ الشيوعيين داخلها، مما أثار جدلاً داخليًا في الحزب الشيوعي السوداني، حيث طالب الجناح "الأرثوذكسي" بقيادة الأمين العام عبد الخالق محجوب بتشكيل حكومة شبه شعبية يشارك فيها الشيوعيون كشركاء متساوين.
بعد فترة وجيزة من قمع الجيش للأنصار في جزيرة أبا، بدأ الرئيس جعفر نميري باتخاذ إجراءات ضد الحزب الشيوعي السوداني، حيث أمر بترحيل عبد الخالق محجوب. وعندما عاد الأخير إلى السودان بطرق قانونية، وُضع تحت الإقامة الجبرية في مارس 1971.
وفي إطار مساعيه لتحجيم الشيوعيين، صرح نميري بأن النقابات تمثل معقلاً تقليديًا لهم، وأصدر مجلس قيادة الثورة قرارًا بحظر المنظمات الطلابية والنسائية والمهنية المرتبطة بالشيوعية. كما أعلن نميري عن تأسيس حركة سياسية جديدة تُدعى "الاتحاد الاشتراكي السوداني"، تهدف إلى استيعاب جميع الأحزاب السياسية، بما في ذلك الحزب الشيوعي.
عقب هذا الإعلان، شنت الحكومة حملة اعتقالات استهدفت قيادات الحزب الشيوعي، بما في ذلك أعضاء اللجنة المركزية وعدد من أبرز رموزه. وفي 19 يوليو 1971، قاد الرائد هاشم العطا، أحد أعضاء الحزب، انقلابًا مفاجئًا استولى خلاله على القصر الجمهوري واعتقل نميري وأعضاء مجلس قيادة الثورة بمساعدة عدد من الضباط الموالين له.
شكّل العطا مجلسًا ثوريًا من سبعة أعضاء لتولي الحكم، لكن الانقلاب لم يستمر سوى ثلاثة أيام، إذ اقتحمت وحدات من الجيش القصر الرئاسي وأعادت السيطرة عليه، محررةً الرئيس نميري ومعتقلةً العطا وحلفاءه. عقب فشل الانقلاب، أمر نميري باعتقال المئات من الشيوعيين والعسكريين المتورطين، وتم لاحقًا إعدام عدد منهم وسُجن العديد من الآخرين.

## أحداث
نُفِّذ الانقلاب في 19 يوليو 1971م عند الساعة الثالثة بعد الظهر، بقيادة الرائد هاشم العطا، أحد أعضاء مجلس قيادة ثورة مايو 1969 التي جاءت بالرئيس جعفر نميري إلى السلطة. وقد نجح العطا في السيطرة الكاملة على الحكم، حيث تم اعتقال جميع قادة نظام نميري والتحفظ عليهم في موقع آمن.
جاء الانقلاب في وقت كانت فيه ولاية الخرطوم تشهد هدوءًا نسبيًا بسبب حرارة الظهيرة، حيث اعتاد كثير من المواطنين على أخذ قيلولة. استغل العطا هذا الهدوء لنقل الدبابات إلى مواقع استراتيجية حول المباني الحكومية، فاستولى على القصر الجمهوري واحتجز نميري وعددًا من أنصاره.
أعلن العطا عقب الانقلاب تشكيل مجلس ثوري جديد ضمّ إلى جانبه كلًّا من بابكر النور وفاروق عثمان حمد الله، اللذين أعلن أنهما سيتوليان مسؤولية الحكم. وعلى الرغم من نفي الثلاثة لانتمائهم للحزب الشيوعي، إلا أن أول قراراتهم كان رفع الحظر الذي فرضه نميري على الحزب الشيوعي السوداني والمنظمات التابعة له. وفي خطاب إذاعي، صرّح العطا بأن الحكومة الجديدة ستسعى إلى تعزيز علاقاتها مع الدول الشيوعية والاشتراكية، وأكد نية إشراك الشيوعيين في حكومة ائتلافية.
في البداية، لم يواجه الانقلاب مقاومة تُذكر، لا من الجيش ولا من عامة الناس، لكن سرعان ما بدأ الشيوعيون في الخرطوم بتنظيم مظاهرات مؤيدة للانقلاب. في هذا الوقت، كان بابكر النور وفاروق حمد الله في العاصمة البريطانية لندن، حيث كان حمد الله يرافق النور في رحلة علاجية. وبعد علمهما بنجاح الانقلاب، أنهيا التزاماتهما هناك واستعدا للعودة إلى السودان، حيث عُيّن النور رئيسًا لمجلس قيادة الثورة.
في البيان الرسمي للانقلاب، أوضح الرائد هاشم العطا أن الهدف من التحرك هو تصحيح مسار ثورة مايو التي قال إن نميري انحرف عنها وأقام نظامًا رئاسيًا دكتاتوريًا. وتعهد بأن يكون المجلس الجديد معبّرًا عن الإرادة الشعبية، معلنًا منح الحكم الذاتي لجنوب السودان.
تكوَّن مجلس قيادة الثورة الجديد من:
- المقدم بابكر النور (رئيسًا)
- الرائد هاشم العطا (نائبًا للرئيس)
- المقدم محمد أحمد الشيخ الريح
- الرائد فاروق عثمان حمد الله
- الرائد محمد محجوب عثمان
- الرائد محمد أحمد الزين
- النقيب معاوية عبد الحي.

## ملابساتها
نظم الحركة تنظيم الضباط الأحرار في الجيش السوداني وهو تنظيم ينتمي للقوميين العرب ونفسه هو الذي نفذ انقلاب نميري، ولكن عرف أن أغلب قادة الحركة كانوا من الضباط الشيوعيين، ومنهم فاروق حمدنا الله وبابكر النور، واتهم الحزب الشيوعي السوداني بتنفيذ الانقلاب، وخرجت جماهير إلى الشوارع لتأييد الانقلاب.

## الفشل
على الرغم من إستيلاء هاشم العطا على الخرطوم، لم يحصل الانقلاب على دعم واسع النطاق في حين أن الحزب الشيوعي السوداني كان أكبر حزب شيوعي في العالم العربي. كانت قاعدة دعمه مقصورة على شريحة صغيرة من سكان السودان. وكانت هنالك معارضات بين السكان المتدينين والمحافظين في السودان للشيوعية، والتي كان ينظر إليها على أنها لها صلات خطيرة بالإلحاد. مما زاد ذلك من حقيقة أن جيران السودان من الدول المجاورة عارضوا أيضًا الحكومة الشيوعية الجديدة.
لم يرغب أي من الدول المجاورة للسودان في إقامة حكومة متعاطفة مع الشيوعية أو الشيوعية لصالح أحد الجيران،  وأمر أنور السادات في مصر أولًا بمهمة لتقصي الحقائق في ولاية الخرطوم. ثم أمر القوات المصرية المتمركزة جنوب ولاية الخرطوم بمقاومة هذا الانقلاب.
القذافي ليبيا أيضا دعمت الرئيس جعفر نميري. لقد وصل القذافي كان رد القذافي أكثر تطرفًا من رد محمد أنور السادات، وأرسل طائرتين مقاتلتين ليبيين لإسقاط طائرة الخطوط الجوية البريطانية التي كانت تنقل النور وحمد الله من لندن إلى الخرطوم. أُجبرت الطائرة على الهبوط في ليبيا، وأُقلعت الطائرة وأُلقي القبض عليها. السعودية قلقة أيضًا من احتمال قيام حكومة شيوعية جديدة عبر ولاية البحر الأحمر، رغم أن السعودية إمتنعت عن المشاركة في أي عمل ضد الحكومة السودانية الجديدة. لكن العراق البعثي استجاب للحكومة الجديدة ودعم الانقلاب وكان في الواقع الحكومة العربية الوحيدة التي فعلت ذلك. أرسلت بغداد طائرة إلى الخرطوم تحمل وفدًا عراقيًا لتهنئة هاشم العطا وحكومته الجديدة.

### حل الانقلاب

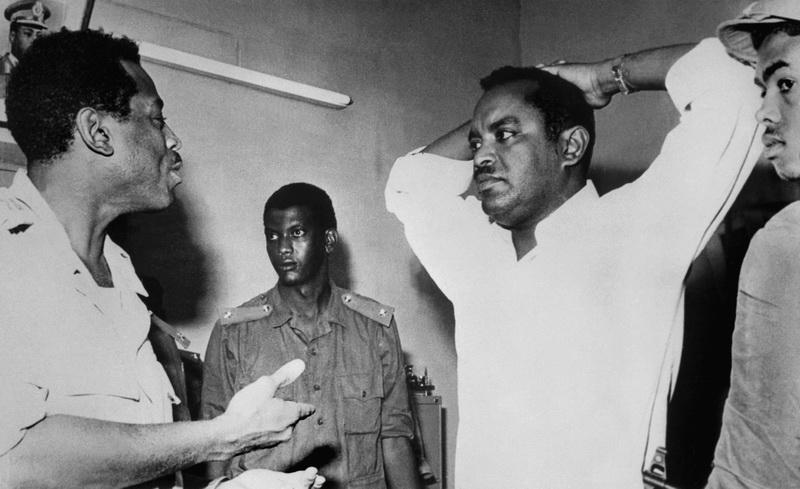
هاشم العطا يجري استجوابه من قبل خالد حسن عباس.

بعد الحكم لمدة ثلاثة أيام استطاع ضباط موالون لنميري بتنفيذ انقلاب مضاد والإطاحة بحكم الضباط الأحرار وتم اعتقالهم جميعا وإعدامهم فورا بعد إجراء محاكمات عسكرية سريعة حكمت عليهم بالانقلاب جميعا، وترجع القصة إلى ساعة باكرة من صباح 22 يوليو 1971 قامت ليبيا بإجبار طائرة الخطوط الجوية البريطانية . VC10 التي كانت تقل بابكر النور وفاروق حمد الله – قادميْن من لندن - على الهبوط في بنغازي. وحسبما أوردت وكالة رويترز فقد غادر الضابطان الطائرة بعد أن أبلغتهما السلطات الليبية بأن حياة الركاب الآخرين ستكون في خطر، غير مدركين أن طائرة النور وحمد الله أجبرت على أن تهبط في ليبيا وقد سافر هاشم العطا إلى مطار الخرطوم الدولي في صباح يوم 22 يوليو / تموز متوقعًا الترحيب بإعادة النور وحمد الله إلى السودان.
قد أدرك هاشم العطا أن في هذه المرحة الانقلاب قد يكون صعبًا وأنه أرسل أوار لمنع أي محاولة مضاده لهذا الانقلاب وقد أُمر الجيش بتجميد دباباته في منطقة ولاية الخرطوم، وتم وضع معظم الألوية والمظليين في إجازة، وتم إزالة أسلحة وذخائر الوحدات التي كان موضع شك في ولائها. وفقًا للشائعات، لم يكن عطا قد اتخذ مسارات العمل هذه بمفرده، ولكنه قام بذلك بدلًا من ذلك بنصيحة ودعم أفراد الجيش السوفيتي.
عند علم هشام العطا بحالة الطائرة سافر إلى وسط ولاية الخرطوم للتحدث في مظاهرة دعاها للترحيب بعودة النور وحمد الله. أثناء حشده حاول أن يستجمع دعمه لانقلابه وكان عطا مقيدًا، وكانت هناك دعوات لعودة جعفر النميري. في غضون ساعات انتقلت وحدات عسكرية موالية للرئيس جعفر النميري إلى مدينة الخرطوم واشتبكت مع الوحدات الموالية لهاشم العطا وتم تحرير نميري بعد معركة قصيرة.أعاد القذافي النور وحمد الله إلى الخرطوم، وتم إعدامهما إلى جانب عطا ونصف دزينة من قادة الانقلاب الآخرين.

## النتائج
بعد نجاة الرئيس جعفر النميري من انقلاب الحزب الشيوعي أكد مجددًا التزامه بإقامة دولة اشتراكية، نُشر في أغسطس 1971، السودان بأنه «ديمقراطية اشتراكية» ونص على شكل رئاسي للحكومة ليحل محل مجلس قيادة الثورة. استفتاء في الشهر التالي انتخب النميري لولاية مدتها ست سنوات.
أحدث الانقلاب تغيرات في السياسات الخارجية والداخلية للسودان. في أعقاب ذلك، تم إعدام أعضاء بارزين في الحزب الشيوعي السوداني وتم حظر العديد من النقابات الشيوعية. وفي السياسات الخارجية طرد جعفر نميري مستشاري الأمن في ألمانيا الشرقية وندد بالاتحاد السوفيتي ومعظم حلفائه من الأوروبيين لإيقافهم من محاولة الانقلاب. .

## الانعكاسات
بعد استلامه للسلطة، شن نميري حملة واسعة ضد الشيوعيين وتم اعدام جميع الضباط والعسكريين الذين شاركوا في الانقلاب،. إلى جانب القبض على عدد كبير من القيادات المدنية للحزب الشيوعي منهم الشفيع أحمد الشيخ وجوزيف قرنق وسكرتير الحزب الشيوعي عبد الخالق محجوب.وتعرف الحركة بأنها الانقلاب الوحيد في التأريخ الذي لا يوجد به شاهد ملك. كان الإنقالاب السوداني الذي حدث العام 1971 انقلاب قصير الأجل حيث كان هذا الانقلاب مدعوم من الشيوعية بقيادة الرائد هاشم العطا ضد حكومة الرئيس السوداني جعفر النميري.
وقع هذا الانقلاب في 19 يوليو 1971 وأطاح هذا الانقلاب بحكومة جمهورية السودان الديمقراطية لكنه فشل في حشد الدعم سواء محليا أو دوليا. بعد عدة أيام قام الموالون لنميري بانقلاب مضاد، وأطلقوا سراح نميري وأسقطوا حكومة عطا. وفي أعقاب الانقلاب قام ى الرئيس السوداني جعفر النميري بدفع من وزير الدفاع خالد حسن عباس بإتخاذ خطوات لتعزيز حكومته وبحلول نهاية العام إنتقلت السلطة النهائية من مجلس القيادة الثورية إلى الرئاسة التي عقدها جعفر النميري. كان الأعضاء السابقون الباقون في (الكومنولث) الإقليمي في (الكومنولث) (RCC) سيشهدون تضاؤل سلطتهم، وبحلول عام 1975 أُجبر جميعهم باستثناء أبو القاسم محمد إبراهيم على الخروج من الحكم.